# Клещево (гмина)
Клещево (пол. Kleszczewo)—сельская гмина (волость) в Польше, входит как административная единица в Познанский повет, Великопольское воеводство. Население — 5174 человека (на 2004 год).

## Сельские округа
1. Былин
2. Говажево
3. Клещево
4. Коморники
5. Крерово
6. Кшижовники
7. Марковице
8. Наградовице
9. Поклятки
10. Сьрудка
11. Тульце
12. Зимин

## Прочие поселения
1. Шевце
2. Танибуж
3. Бугай
4. Липовице

## Соседние гмины
1. Гмина Костшин
2. Гмина Курник
3. Познань
4. Гмина Сважендз
5. Гмина Сьрода-Велькопольска